# Hudson (Wisconsin)
Hudson è una città degli Stati Uniti d'America, situata in Wisconsin, nella Contea di St. Croix, della quale è anche il capoluogo.